# Lauren Molengraaf
Lauren Molengraaf (5 de octubre de 2005) es una deportista neerlandesa que compite en ciclismo en las modalidades de montaña (campo a través), ruta y ciclocrós.
Ganó una medalla de oro en el Campeonato Europeo de Ciclismo de Montaña de 2022, en la prueba por relevos. En ciclocrós obtuvo una medalla de oro en el Campeonato Mundial de Ciclocrós de 2023, en la prueba de relevo mixto.

## Medallero internacional
| Campeonato Europeo | Campeonato Europeo | Campeonato Europeo | Campeonato Europeo         |
| Año                | Lugar              | Medalla            | Competición                |
| ------------------ | ------------------ | ------------------ | -------------------------- |
| 2022               | Anadia (Portugal)  | Medalla de oro     | Campo a través por relevos |

| Campeonato Mundial | Campeonato Mundial         | Campeonato Mundial | Campeonato Mundial |
| Año                | Lugar                      | Medalla            | Competición        |
| ------------------ | -------------------------- | ------------------ | ------------------ |
| 2023               | Hoogerheide (Países Bajos) | Medalla de oro     | Relevo mixto       |